# 晋攻许之战
晋攻许之战，發生於春秋时期，晋国攻打许国的一系列戰爭。
许国在楚国与郑国之间。在春秋早期曾经被郑庄公兼并，之后也常常受到楚国、郑国的侵扰。在晋楚争霸的环境下，当郑国倒向楚国时，晋国一般联合中原诸侯和许国，一起围攻郑国。当郑国倒向晋国时，晋国一般联合中原诸侯和郑国，来攻打许国，避免与楚国直接交战，而且能够深入楚国的势力范围。
前632年（周襄王二十年、鲁僖公二十八年、晋文公五年、许僖公二十四年），城濮之战后，原先服从于楚国的卫国、陈国、蔡国、郑国都参加践土之盟，承认晋文公的霸主地位。只有许国还在楚国阵营。冬季，晋文公和鲁僖公、齐昭公、宋成公、蔡庄侯、郑文公、陈穆公、邾文公、莒子、秦人在温地会见，商量出兵攻打不顺服的国家。十一月十二日，诸侯包围许国。其间，晋文公恢复了曹共公的君位，曹共公就在许国和诸侯会盟。前627年（周襄王二十五年、鲁僖公三十三年、晋襄公元年、许僖公二十九年）冬，晋国因为许国倾向楚国，于是和陈国、郑国进攻许国。楚成王派令尹子上攻打陈国、蔡国，陈国、蔡国归附楚国。楚国进攻郑国。晋国的阳处父攻打蔡国，楚国的子上前去救援，和晋军夹着泜水对峙。
前576年（周简王十年、鲁成公十五年、晋厉公五年、许灵公十六年），许国为了避免郑国的袭扰，迁都到楚地叶，成为楚国的附庸。前570年（周灵王二年、鲁襄公三年、晋悼公三年、许灵公二十二年）六月二十三日，晋悼公在鸡泽与单顷公、齐世子光和鲁襄公、宋平公、卫献公、郑僖公、莒犁比公、邾宣公等诸侯会盟。许灵公事奉楚国，不参加鸡泽的会见。冬季，晋国的知武子领兵讨伐许国。
前557年（周灵王十五年、鲁襄公十六年、晋平公元年、许灵公三十五年），因为晋楚争霸，晋国占据上风，许灵公想要迁都回到晋国的势力范围，得到晋平公同意，但许国大夫反对。同年夏，晋国荀偃会同郑简公、鲁国叔老、卫国宁殖、宋国征伐许国。六月，军队驻扎在棫林。六月初九日，攻进许国，驻扎在函氏。晋国和楚国湛阪之战后，再次进攻许国然后回国。